# Difluorure de xénon
Le difluorure de xénon est le composé chimique de formule XeF2 synthétisé pour la première fois à Munster par le chimiste Rudolf Hoppe. Il se présente sous forme d'un solide cristallin incolore qui se sublime à 114 °C. On l'obtient à partir de xénon et de fluor sous l'effet de la chaleur, d'un arc électrique ou d'un rayonnement ultraviolet :
Xe + F2 + hν → XeF2.
Cette réaction est très facile et peut même être réalisée à la lumière du jour par temps couvert en laissant réagir du xénon avec du fluor.
XeF2 se décompose néanmoins après coup sous l'effet de la lumière ainsi qu'au contact de l'eau :
2 XeF2 + 2 H2O → 2 Xe + 4 HF + O2

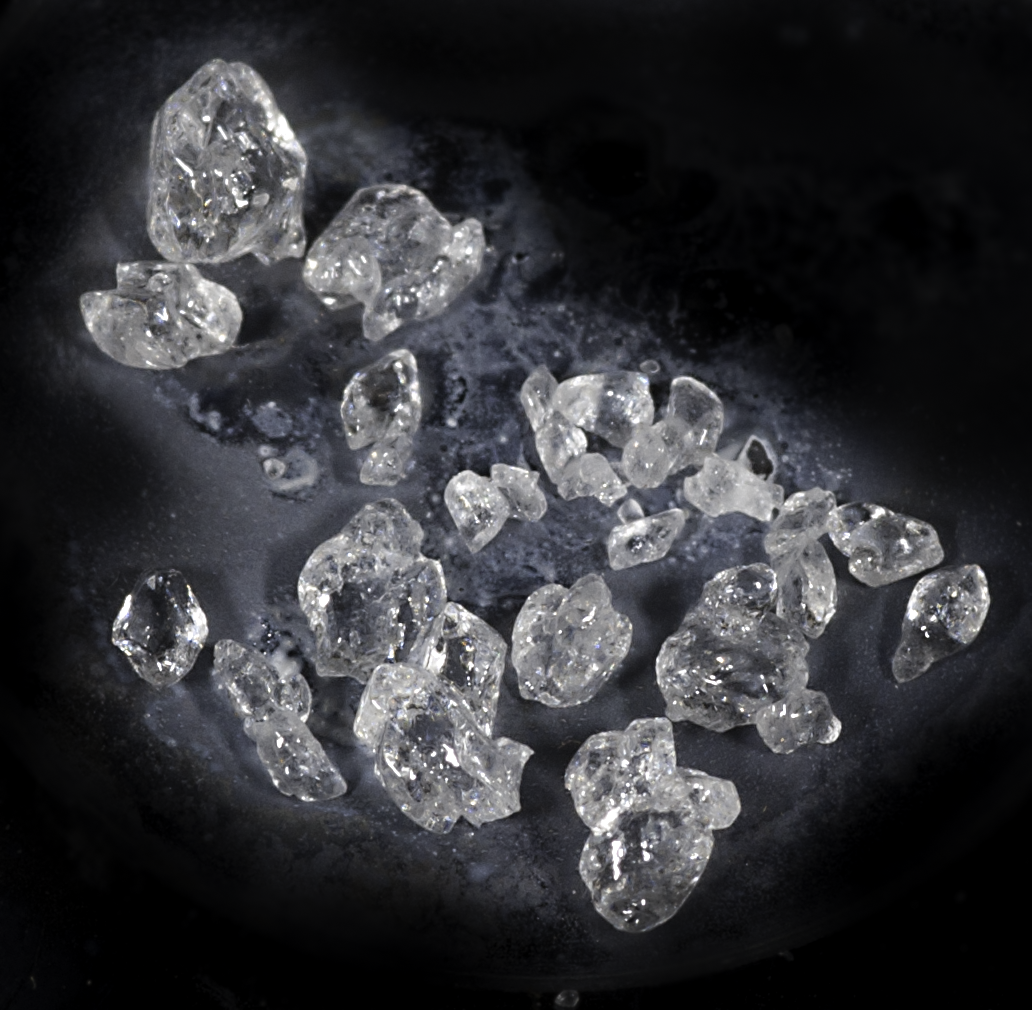
Cristaux de difluorure de xénon sur du silicium.

C'est un agent fluorant efficace qui trouve de nombreuses applications car il n'introduit pas d'impuretés : le xénon libéré s'évacue simplement sous forme gazeuse. L'une d'entre elles intervient dans la fabrication des microsystèmes électromécaniques en faisant intervenir le difluorure de xénon pour graver le silicium. La molécule est absorbée sur la pièce à graver et, au contact du silicium, se décompose en xénon et fluor ; ce dernier attaque le silicium en produisant du tétrafluorure de silicium :
2 XeF2 + Si → 2 Xe + SiF4
Le difluorure de xénon permet une gravure efficace et en profondeur sans recourir à des procédés énergétiques dispendieux tels que le bombardement ionique pour aboutir au même résultat.
La molécule XeF2 est un exemple traditionnel de molécule hypervalente avec une liaison à trois centres et quatre électrons : les orbitales atomiques p de trois atomes colinéaires s'organisent en trois orbitales moléculaires selon le schéma :
On observe :

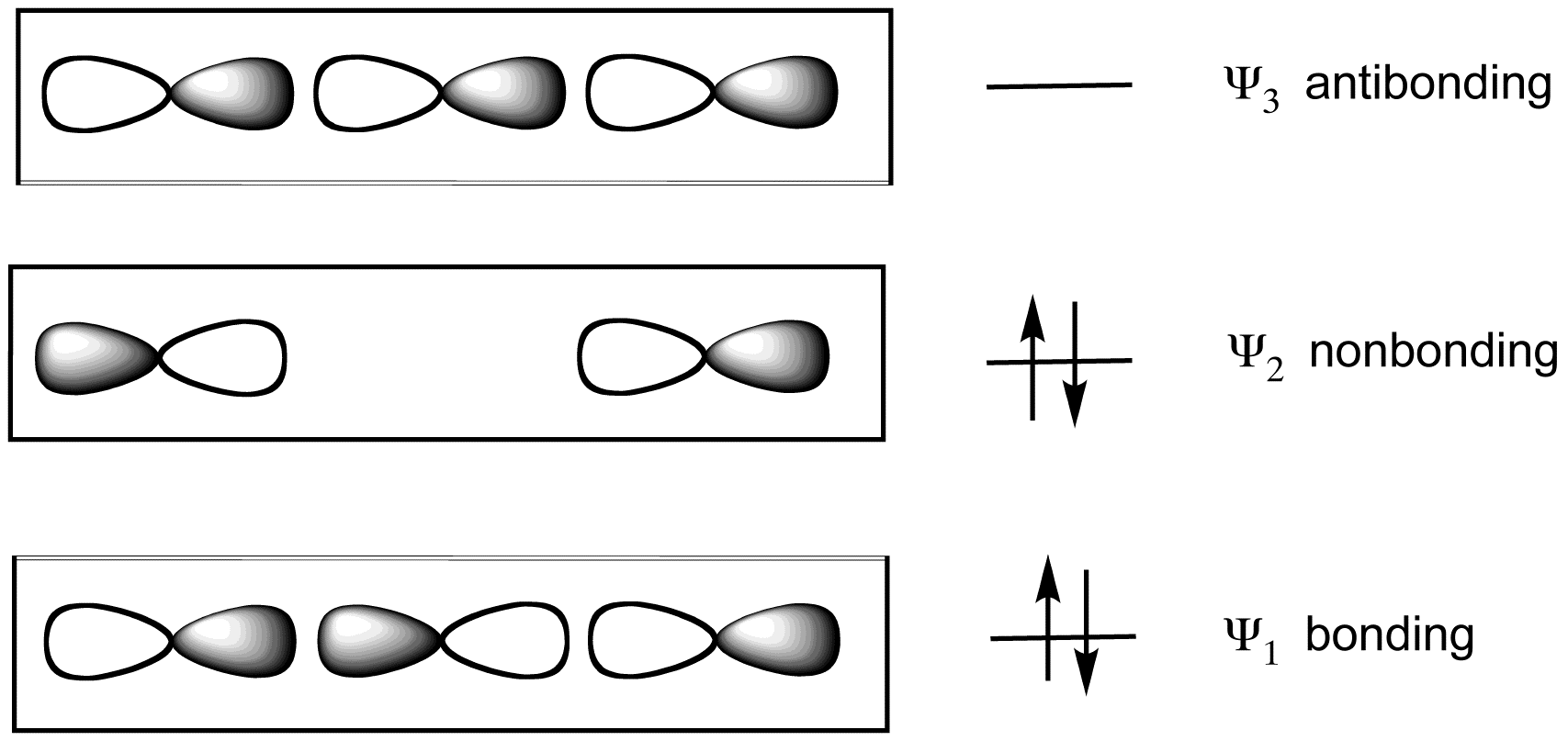
Liaisons dans la molécule hypervalente d'après le modèle de liaison 3c-4e.

- une orbitale moléculaire liante Ψ1 occupée,
- une orbitale moléculaire non liante Ψ2 occupée,
- une orbitale moléculaire antiliante Ψ3 vacante.

Ce type de liaison est à l'œuvre pour tous les fluorures de xénon.

## Référence
- (en) Hoppe, R. ; Daehne, W. ; Mattauch, H. ; Roedder, K., « FLUORINATION OF XENON », Angew. Chem. Intern. Ed. Engl.; Vol: 1, vol. 1,‎ 1er novembre 1962, p. 599 (DOI 10.1002/anie.196205992)

1. ↑  Masse molaire calculée d’après « Atomic weights of the elements 2007 », sur www.chem.qmul.ac.uk.
2. ↑  « Properties of Various Gases », sur flexwareinc.com (consulté le 12 avril 2010)
3. ↑  (en) David R. Lide, Handbook of chemistry and physics, Boca Raton, CRC, 2008, 89e éd., 2736 p. (ISBN 978-1-4200-6679-1), p. 10-205